# Moßbach
Moßbach település Németországban, azon belül Türingiában. Lakosainak száma 395 fő (2023. december 31.).

## Népesség
A település népességének változása:
| Lakosok száma | 398  | 411  | 393  | 400  | 395  |
|               | 2017 | 2019 | 2021 | 2022 | 2023 |